# Estadísticas de Carolina Marín
- En este anexo se detallan las estadísticas y logros de la carrera de esta deportista.

Carolina María Marín Martín (Huelva, España, 15 de junio de 1993) es una jugadora española de bádminton que compite en la categoría individual femenina; campeona olímpica en Río de Janeiro 2016, tres veces campeona mundial y siete veces campeona de Europa.
Además, ganó siete Super Series Premier: dos veces el All England (2015 y 2024), el Abierto de Malasia (2015), dos veces el Abierto de la República Popular China (2018 y 2019) y dos veces el Abierto de Tailandia (ambos en 2020).

## Finales disputadas

### Torneos internacionales (39-25)

#### Finales y títulos por año
|                    | 2009 | 2010 | 2011 | 2012 | 2013 | 2014 | 2015 | 2016 | 2017 | 2018 | 2019 | 2020 | 2021 | 2022 | 2023 | 2024 | Total |
| ------------------ | ---- | ---- | ---- | ---- | ---- | ---- | ---- | ---- | ---- | ---- | ---- | ---- | ---- | ---- | ---- | ---- | ----- |
| Finales disputadas | 2    | 3    | 3    | 0    | 6    | 4    | 8    | 2    | 6    | 4    | 6    | 6    | 2    | 2    | 7    | 3    | 64    |
| Torneos ganados    | 1    | 2    | 2    | 0    | 5    | 2    | 6    | 2    | 2    | 4    | 3    | 2    | 2    | 1    | 2    | 3    | 39    |

#### Juegos Olímpicos, Campeonato Mundial, Juegos Europeos y Campeonato Europeo (12-1)
Juegos Olímpicos (1-0)
     Campeonato Mundial (3-1)
     Juegos Europeos (1-0)
     Campeonato Europeo (7-0)
| Clasificación | Año  | Torneo                 | Rival                 | Resultado           |
| ------------- | ---- | ---------------------- | --------------------- | ------------------- |
| Campeona      | 2014 | Campeonato Europeo     | Anna Thea Madsen      | 21–9, 14–21, 21–8   |
| Campeona      | 2014 | Campeonato Mundial     | Li Xuerui             | 17–21, 21–17, 21–18 |
| Campeona      | 2015 | Campeonato Mundial (2) | Saina Nehwal          | 21–16, 21–19        |
| Campeona      | 2016 | Campeonato Europeo (2) | Kirsty Gilmour        | 21–12, 21–18        |
| Campeona      | 2016 | Juegos Olímpicos       | Pusarla Sindhu        | 19–21, 21–12, 21–15 |
| Campeona      | 2017 | Campeonato Europeo (3) | Kirsty Gilmour        | 21–14, 21–12        |
| Campeona      | 2018 | Campeonato Europeo (4) | Yevguéniya Kosetskaya | 21–17, 21–7         |
| Campeona      | 2018 | Campeonato Mundial (3) | Pusarla Sindhu        | 21–19, 21–10        |
| Campeona      | 2021 | Campeonato Europeo (5) | Line Christophersen   | 21-13, 21-18        |
| Campeona      | 2022 | Campeonato Europeo (6) | Kirsty Gilmour        | 21-10, 21-12        |
| Campeona      | 2023 | Juegos Europeos        | Mia Blichfeldt        | 21-15, 21-14        |
| Subcampeona   | 2023 | Campeonato Mundial     | An Se-Young           | 21–12, 21–10        |
| Campeona      | 2024 | Campeonato Europeo (7) | Kirsty Gilmour        | 21-11, 21-18        |

#### TorneosSuper Series Finals/ BWF World Tour Finals ySuper Series Premier/ Super 1000 (7-4)
Torneo Super Series Finals / BWF World Tour Finals (0-2)
     Torneo Super Series Premier / Super 1000 (7-2)
| Clasificación | Año       | Torneo                   | Rival           | Resultado           |
| ------------- | --------- | ------------------------ | --------------- | ------------------- |
| Campeona      | 2015      | All England              | Saina Nehwal    | 16–21, 21–14, 21–7  |
| Campeona      | 2015      | Abierto de Malasia       | Li Xuerui       | 19–21, 21–19, 21–17 |
| Subcampeona   | 2017      | Abierto de Malasia       | Tai Tzu-ying    | 25–23, 20–22, 13–21 |
| Campeona      | 2018      | Abierto de China         | Chen Yufei      | 21–18, 21–13        |
| Campeona      | 2019      | Abierto de China (2)     | Tai Tzu-ying    | 14–21, 21–17, 21–18 |
| Campeona      | 2020 (I)  | Abierto de Tailandia     | Tai Tzu-ying    | 21–9, 21–16         |
| Campeona      | 2020 (II) | Abierto de Tailandia (2) | Tai Tzu-ying    | 21–19, 21–17        |
| Subcampeona   | 2020      | BWF World Tour Finals    | Tai Tzu-ying    | 21–14, 8–21, 19–21  |
| Subcampeona   | 2023      | Abierto de Indonesia     | Chen Yufei      | 18–21, 19–21        |
| Subcampeona   | 2023      | BWF World Tour Finals    | Tai Tzu-ying    | 21–12, 14–21, 18–21 |
| Campeona      | 2024      | All England (2)          | Akane Yamaguchi | 26–24, 11–1, ret.   |

#### TorneosSuper Series/ Super 750 ySuper Series/ Super 500 (4-10)
Torneo Super Series / Super 750 (3-4)
     Torneo Super Series / Super 500 (1-6)
| Clasificación | Año  | Torneo               | Rival             | Resultado           |
| ------------- | ---- | -------------------- | ----------------- | ------------------- |
| Campeona      | 2015 | Abierto de Francia   | Wang Shixian      | 21–18, 21–10        |
| Campeona      | 2015 | Abierto de Hong Kong | Nozomi Okuhara    | 21–17, 18–21, 22–20 |
| Campeona      | 2017 | Abierto de Japón     | He Bingjiao       | 23–21, 21–12        |
| Subcampeona   | 2017 | Abierto de India     | Pusarla Sindhu    | 19–21, 16–21        |
| Subcampeona   | 2017 | Abierto de Singapur  | Tai Tzu-ying      | 15–21, 15–21        |
| Campeona      | 2018 | Abierto de Japón (2) | Nozomi Okuhara    | 21–19, 17–21, 21–11 |
| Subcampeona   | 2019 | Masters de Malasia   | Ratchanok Intanon | 9–21, 20–22         |
| Subcampeona   | 2019 | Masters de Indonesia | Saina Nehwal      | 10–4, ret.          |
| Subcampeona   | 2019 | Abierto de Francia   | An Se Young       | 21–16, 18–21, 5–21  |
| Subcampeona   | 2020 | Masters de Indonesia | Ratchanok Intanon | 19–21, 21–11, 18–21 |
| Subcampeona   | 2020 | Abierto de Dinamarca | Nozomi Okuhara    | 19–21, 17–21        |
| Subcampeona   | 2022 | Abierto de Francia   | He Bingjiao       | 21–16, 9–21, 20–22  |
| Subcampeona   | 2023 | Masters de Indonesia | An Se-Young       | 21–18, 18–21, 13–21 |
| Subcampeona   | 2023 | Abierto de Dinamarca | Chen Yufei        | 14–21, 19–21        |

#### TorneosBWF Grand Prix/Super Series/ Super 300 y TorneoBWF Grand Prix/ Super 100 (7-5)
Torneo BWF Grand Prix / Super Series / Super 300 (6-5)
     Torneo BWF Grand Prix / Super 100 (1-0)
| Clasificación | Año  | Torneo                     | Rival                | Resultado           |
| ------------- | ---- | -------------------------- | -------------------- | ------------------- |
| Campeona      | 2013 | London Grand Prix Gold     | Kirsty Gilmour       | 21–19, 21–9         |
| Campeona      | 2013 | Abierto de Escocia         | Kirsty Gilmour       | 21–19, 11–21, 21–13 |
| Subcampeona   | 2014 | Abierto de Australia       | Saina Nehwal         | 18–21, 11–21        |
| Campeona      | 2015 | Abierto de Australia       | Wang Shixian         | 22–20, 21–18        |
| Subcampeona   | 2015 | Internacional de Syed Modi | Saina Nehwal         | 21–19, 23–25, 16–21 |
| Subcampeona   | 2015 | Abierto de Alemania        | Sung Ji-Hyun         | 15–21, 21–14, 6–21  |
| Subcampeona   | 2017 | Abierto de Alemania        | Akane Yamaguchi      | w/o                 |
| Campeona      | 2019 | Internacional de Syed Modi | Phittayaporn Chaiwan | 21–12, 21–16        |
| Subcampeona   | 2020 | Masters de España          | Pornpawee Chochuwong | 21–11, 16–21, 18–21 |
| Campeona      | 2021 | Abierto de Suiza           | Pusarla Sindhu       | 21–12, 21–5         |
| Campeona      | 2023 | Masters de Órleans         | Beiwen Zhang         | 25–23, 9–21, 21-10  |
| Campeona      | 2024 | Abierto de Suiza (2)       | G. M. Tunjung        | 21–19, 13–21, 22–20 |

#### Torneos Challenge Internacional y Series Internacional (9-5)
Torneo Challenge Internacional (7-4)
     Torneo Series Internacional (2-1)
| Clasificación | Año  | Torneo                      | Rival             | Resultado           |
| ------------- | ---- | --------------------------- | ----------------- | ------------------- |
| Campeona      | 2009 | Internacional de Irlanda    | Rachel Van Cutsen | 22–24, 21–14, 21–16 |
| Subcampeona   | 2009 | Internacional de Chipre     | Špela Silvester   | 21–23, 21–23        |
| Subcampeona   | 2010 | Internacional de Italia     | Olga Konon        | 20–22, 14–21        |
| Campeona      | 2010 | Internacional de Uganda     | Anne Hald Jensen  | 21–18, 19–21, 21–18 |
| Campeona      | 2010 | Internacional de Chipre     | Olga Golovanova   | 21–12, 25–27, 21–14 |
| Subcampeona   | 2011 | Internacional de Irlanda    | Pai Hsiao-ma      | 21–12, 19–21, 7–21  |
| Campeona      | 2011 | Internacional de Marruecos  | Juliane Schenk    | 21–17, 21–13        |
| Campeona      | 2011 | Internacional de España     | Olga Konon        | 21–13, 21–14        |
| Campeona      | 2013 | Internacional de Suecia     | Nicole Schaller   | 21–6, 21–10         |
| Campeona      | 2013 | Internacional de Finlandia  | Beatriz Corrales  | 21–10, 21–15        |
| Campeona      | 2013 | Internacional de Italia     | Sabrina Jaquet    | 21–15, 21–14        |
| Subcampeona   | 2013 | Internacional de España     | Beatriz Corrales  | 19–21, 18–21        |
| Subcampeona   | 2014 | Internacional de España     | Kirsty Gilmour    | 19–21, 18–21        |
| Campeona      | 2019 | Internacional de Italia (2) | Rituparna Das     | 21–19, 21–14        |

### Campeonatos júnior (2-1)
| Clasificación | Año  | Torneo                    | Rival            | Resultado           |
| ------------- | ---- | ------------------------- | ---------------- | ------------------- |
| Campeona      | 2009 | Campeonato Europeo Sub-17 | Neslihan Yiğit   | 21–9, 21–3          |
| Subcampeona   | 2009 | Campeonato Europeo Junior | Anne Hald Jensen | 21–18, 18–21, 19–21 |
| Campeona      | 2011 | Campeonato Europeo Junior | Beatriz Corrales | 21–14, 23–21        |

### Campeonatos nacionales (8-0)

#### Individuales (6-0)
| Año  | Torneo                            | Rival            | Resultado           |
| ---- | --------------------------------- | ---------------- | ------------------- |
| 2009 | Campeonato de España de Bádminton | Beatriz Corrales | 18–21, 22–20, 21–19 |
| 2010 | Campeonato de España de Bádminton | Beatriz Corrales | 21–7, 21–14         |
| 2011 | Campeonato de España de Bádminton | Beatriz Corrales | 21-13, 21-17        |
| 2012 | Campeonato de España de Bádminton | Beatriz Corrales | 21-14, 16-21, 21-12 |
| 2013 | Campeonato de España de Bádminton | Laura Samaniego  | 21-6, 21-18         |
| 2014 | Campeonato de España de Bádminton | Beatriz Corrales | 21-12, 22-20        |

#### Dobles (2-0)
| Año  | Torneo                            | Pareja           | Rivales                              | Resultado           |
| ---- | --------------------------------- | ---------------- | ------------------------------------ | ------------------- |
| 2009 | Campeonato de España de Bádminton | Ana María Martín | Inmaculada Aparicio Sandra Chirlaque | 21–15, 19–21, 25–23 |
| 2010 | Campeonato de España de Bádminton | Ana María Martín | Sandra Chirlaque Beatriz Corrales    | 22–20, 21–15        |

#### Categorías inferiores
- Campeona de España Sub-17 (Individual Femenino): 2009 y 2010.
- Campeona de España Sub-17 (Dobles Mixto): 2009.
- Campeona de España Sub-15 (Individual Femenino): 2007 y 2008.
- Campeona de España Sub-15 (Dobles Femenino): 2006 y 2007.
- Campeona de España Sub-15 (Dobles Mixto): 2008.

## Partidos disputados
Actualizado hasta el Campeonato de Europa de 2021.
| Individuales      | Jugados | Ganados | Perdidos | Balance |
| ----------------- | ------- | ------- | -------- | ------- |
| Total             | 526     | 410     | 116      | +294    |
| Año actual (2021) | 20      | 18      | 2        | +16     |

| Dobles            | Jugados | Ganados | Perdidos | Balance |
| ----------------- | ------- | ------- | -------- | ------- |
| Total             | 27      | 16      | 11       | +5      |
| Año actual (2021) | 0       | 0       | 0        | 0       |

| Mixto             | Jugados | Ganados | Perdidos | Balance |
| ----------------- | ------- | ------- | -------- | ------- |
| Total             | 2       | 1       | 1        | +0      |
| Año actual (2021) | 0       | 0       | 0        | 0       |

## Clasificación histórica

### Competiciones individuales

#### Campeonatos Júnior
| | 2009 | 2010 | 2011 | Títulos |
| --- | ---- | ---- | ---- | ------- |
| Campeonato Europeo Sub-17                                                                                               | O    | ND   | A    | 1       |
| Campeonato Europeo Junior                                                                                               | P    | ND   | O    | 1       |
| Campeonato del Mundo Junior                                                                                             | A    | CF   | B    | 0       |
| Leyenda: O: Medalla de Oro;P: Medalla de Plata;B: Medalla de Bronce; CF: Cuartos de final; ND: No disputado; A: Ausente |      |      |      |         |

#### Juegos Olímpicos y Europeos, Campeonato Mundial y Campeonato Europeo
| | 2011 | 2012 | 2013 | 2014 | 2015 | 2016 | 2017 | 2018 | 2019 | 2020 | 2021 | 2022 | 2023 | Títulos |
| --- | ---- | ---- | ---- | ---- | ---- | ---- | ---- | ---- | ---- | ---- | ---- | ---- | ---- | ------- |
| Campeonato del Mundo BWF | 3R   | ND   | CF   | O    | O    | ND   | CF   | O    | A    | ND   | A    | CF   | P    | 3       |
| Campeonato de Europa | ND   | CF   | ND   | O    | ND   | O    | O    | O    | ND   | ND   | O    | O    | ND   | 6       |
| Juegos Europeos | ND   | ND   | ND   | ND   | A    | ND   | ND   | ND   | A    | ND   | ND   | ND   | O    | 1       |
| Juegos Olímpicos | ND   | RR   | ND   | ND   | ND   | O    | ND   | ND   | ND   | ND   | A    | ND   | ND   | 1       |
| Leyenda: O: Medalla de Oro; P: Medalla de Plata; CF: Cuartos de final; 3R: Tercera ronda; RR: Round Robin; ND: No disputado; A: Ausente |      |      |      |      |      |      |      |      |      |      |      |      |      |         |

#### BWF Super Series / Grand Prix y BWF World Tour
| | 2009                             | 2010                             | 2011                             | 2012                             | 2013                             | 2014                             | 2015                             | 2016                             | 2017                             | 2018           | 2019                    | 2020                    | 2021                    | 2022                    | Mejor Ranking |
| --- | -------------------------------- | -------------------------------- | -------------------------------- | -------------------------------- | -------------------------------- | -------------------------------- | -------------------------------- | -------------------------------- | -------------------------------- | -------------- | ----------------------- | ----------------------- | ----------------------- | ----------------------- | ------------- |
| BWF Ranking a final de año | 153                              | 80                               | 26                               | 34                               | 15                               | 8                                | 1                                | 2                                | 4                                | 6              | 10                      | 6                       | 6                       |                         | 1             |
| | BWF Superseries / BWF Grand Prix | BWF Superseries / BWF Grand Prix | BWF Superseries / BWF Grand Prix | BWF Superseries / BWF Grand Prix | BWF Superseries / BWF Grand Prix | BWF Superseries / BWF Grand Prix | BWF Superseries / BWF Grand Prix | BWF Superseries / BWF Grand Prix | BWF Superseries / BWF Grand Prix | BWF World Tour | BWF World Tour          | BWF World Tour          | BWF World Tour          | BWF World Tour          |               |
| Torneo Super Series / Tour Finals | 2009                             | 2010                             | 2011                             | 2012                             | 2013                             | 2014                             | 2015                             | 2016                             | 2017                             | 2018           | 2019                    | 2020                    | 2021                    | 2022                    | Títulos       |
| Super Series / Tour Finals | NC                               | NC                               | NC                               | NC                               | NC                               | NC                               | SF                               | RR                               | A                                | A              | NC                      | F                       | NC                      |                         | 0             |
| Torneos Super Series Premier / Super 1000 | 2009                             | 2010                             | 2011                             | 2012                             | 2013                             | 2014                             | 2015                             | 2016                             | 2017                             | 2018           | 2019                    | 2020                    | 2021                    | 2022                    | Títulos       |
| All England | A                                | A                                | A                                | 1R                               | 1R                               | 1R                               | G                                | SF                               | CF                               | CF             | A                       | SF                      | A                       | A                       | 1             |
| Abierto de Indonesia | A                                | A                                | A                                | 2R                               | CF                               | 2R                               | 1R                               | SF                               | 1R                               | 1R             | A                       | ND                      | A                       | 2R                      | 0             |
| Abierto de China | A                                | A                                | 1R                               | A                                | A                                | 1R                               | CF                               | CF                               | SF                               | G              | G                       | ND                      | ND                      |                         | 2             |
| Abierto de Dinamarca | A                                | 1R                               | A                                | A                                | A                                | A                                | SF                               | SF                               | 1R                               | Super 750      | Super 750               | Super 750               | Super 750               | Super 750               | 0             |
| Abierto de Corea del Sur | A                                | A                                | A                                | 1R                               | A                                | Super Series                     | Super Series                     | Super Series                     | Super Series                     | Super 500      | Super 500               | Super 500               | Super 500               | Super 500               | 0             |
| Abierto de Malasia | A                                | Super Series                     | Super Series                     | Super Series                     | Super Series                     | 1R                               | G                                | CF                               | F                                | Super 750      | Super 750               | Super 750               | Super 750               | Super 750               | 1             |
| Abierto de Tailandia | A                                | ND                               | Grand Prix Gold                  | Grand Prix Gold                  | Grand Prix Gold                  | ND                               | Grand Prix Gold                  | Grand Prix Gold                  | Grand Prix Gold                  | Super 500      | Super 500               | G                       | S. 500                  | S. 500                  | 2             |
| Abierto de Tailandia | A                                | ND                               | Grand Prix Gold                  | Grand Prix Gold                  | Grand Prix Gold                  | ND                               | Grand Prix Gold                  | Grand Prix Gold                  | Grand Prix Gold                  | Super 500      | Super 500               | G                       | S. 500                  | S. 500                  | 2             |
| Torneos Super Series / Super 750 | 2009                             | 2010                             | 2011                             | 2012                             | 2013                             | 2014                             | 2015                             | 2016                             | 2017                             | 2018           | 2019                    | 2020                    | 2021                    | 2022                    | Títulos       |
| Abierto de Malasia | A                                | A                                | A                                | 1R                               | A                                | Super Series Premier             | Super Series Premier             | Super Series Premier             | Super Series Premier             | CF             | A                       | ND                      | ND                      | 2R                      | 0             |
| Abierto de Japón | A                                | A                                | A                                | A                                | A                                | CF                               | CF                               | A                                | G                                | G              | A                       | ND                      | ND                      |                         | 2             |
| Abierto de Dinamarca | Super Series Premier             | Super Series Premier             | Super Series Premier             | Super Series Premier             | Super Series Premier             | Super Series Premier             | Super Series Premier             | Super Series Premier             | Super Series Premier             | 1R             | SF                      | F                       | A                       |                         | 0             |
| Abierto de Francia | A                                | A                                | A                                | 1R                               | A                                | A                                | G                                | A                                | 2R                               | A              | F                       | ND                      | A                       |                         | 1             |
| Abierto de China Fuzhou | A                                | A                                | A                                | A                                | A                                | A                                | A                                | A                                | A                                | SF             | 1R                      | ND                      | ND                      |                         | 0             |
| Torneos Super Series / Super 500 | 2009                             | 2010                             | 2011                             | 2012                             | 2013                             | 2014                             | 2015                             | 2016                             | 2017                             | 2018           | 2019                    | 2020                    | 2021                    | 2022                    | Títulos       |
| Masters de Malasia | A                                | A                                | A                                | A                                | A                                | A                                | A                                | A                                | A                                | SF             | F                       | SF                      | ND                      |                         | 0             |
| Abierto de Singapur | A                                | A                                | A                                | A                                | 2R                               | A                                | A                                | CF                               | F                                | A              | A                       | ND                      | ND                      |                         | 0             |
| Abierto de India | A                                | A                                | A                                | A                                | A                                | A                                | SF                               | A                                | F                                | CF             | A                       | ND                      | ND                      | A                       | 0             |
| Masters de Indonesia | ND                               | A                                | A                                | A                                | A                                | A                                | A                                | A                                | A                                | CF             | F                       | F                       | A                       | A                       | 0             |
| Abierto de Tailandia | A                                | ND                               | A                                | 1R                               | A                                | ND                               | A                                | A                                | A                                | A              | A                       | S. 1000                 | ND                      | A                       | 0             |
| Abierto de Corea del Sur | Super Series Premier             | Super Series Premier             | Super Series Premier             | Super Series Premier             | Super Series Premier             | 2R                               | A                                | A                                | A                                | A              | A                       | ND                      | ND                      | A                       | 0             |
| Abierto de Hong Kong | A                                | A                                | 2R                               | A                                | A                                | SF                               | G                                | SF                               | 2R                               | CF             | A                       | ND                      | ND                      |                         | 1             |
| Torneos Grand Prix /Super Series / Super 300 | 2009                             | 2010                             | 2011                             | 2012                             | 2013                             | 2014                             | 2015                             | 2016                             | 2017                             | 2018           | 2019                    | 2020                    | 2021                    | 2022                    | Títulos       |
| Masters de Tailandia | No Disputado                     | No Disputado                     | No Disputado                     | No Disputado                     | No Disputado                     | No Disputado                     | No Disputado                     | A                                | A                                | A              | A                       | SF                      | ND                      |                         | 0             |
| Abierto de Suiza | A                                | A                                | 2R                               | A                                | A                                | A                                | A                                | A                                | A                                | A              | A                       | ND                      | G                       | A                       | 1             |
| Abierto de Alemania | A                                | A                                | A                                | 2R                               | 1R                               | SF                               | F                                | A                                | F                                | A              | A                       | ND                      | ND                      | A                       | 0             |
| Abierto de Australia | A                                | A                                | A                                | A                                | A                                | F                                | G                                | A                                | 1R                               | A              | A                       | ND                      | ND                      |                         | 1             |
| Masters de España | No Disputado                     | No Disputado                     | No Disputado                     | No Disputado                     | No Disputado                     | No Disputado                     | No Disputado                     | No Disputado                     | No Disputado                     | A              | A                       | F                       | A                       | ND                      | 0             |
| U.S. Open | A                                | A                                | 2R                               | A                                | 1R                               | A                                | A                                | A                                | A                                | A              | A                       | ND                      | ND                      |                         | 0             |
| Abierto de China Taipéi | A                                | 1R                               | A                                | A                                | A                                | A                                | A                                | A                                | A                                | A              | A                       | ND                      | ND                      |                         | 0             |
| Internacional de Syed Modi | A                                | A                                | A                                | A                                | ND                               | A                                | F                                | A                                | A                                | A              | G                       | ND                      | ND                      | A                       | 1             |
| Grand Prix Gold de Londres | No Disputado                     | No Disputado                     | No Disputado                     | No Disputado                     | G                                | No Disputado                     | No Disputado                     | No Disputado                     | No Disputado                     | No Disputado   | No Disputado            | No Disputado            | No Disputado            | No Disputado            | 1             |
| Torneos Grand Prix / Super 100 | 2009                             | 2010                             | 2011                             | 2012                             | 2013                             | 2014                             | 2015                             | 2016                             | 2017                             | 2018           | 2019                    | 2020                    | 2021                    | 2022                    | Títulos       |
| Abierto de Canadá | A                                | A                                | 2R                               | A                                | SF                               | A                                | A                                | A                                | A                                | A              | A                       | ND                      | ND                      |                         | 0             |
| Abierto de Vietnam | A                                | A                                | A                                | A                                | A                                | A                                | A                                | A                                | A                                | A              | 1R                      | ND                      | ND                      |                         | 0             |
| Abierto SaarLorLux | A                                | A                                | A                                | SF                               | A                                | SF                               | A                                | A                                | A                                | A              | A                       | SF                      | A                       |                         | 0             |
| Abierto de Escocia | Challenge Internacional          | Challenge Internacional          | Challenge Internacional          | Challenge Internacional          | G                                | A                                | A                                | A                                | A                                | A              | Challenge Internacional | Challenge Internacional | Challenge Internacional | Challenge Internacional | 1             |
| Leyenda: G: Torneo ganado; F: Finalista; SF: Semifinalista; CF: Cuartos de final; 2R: Segunda ronda; 1R: Primera ronda; RR: Round Robin;NC: No Clasificada; ND: No disputado; A: Ausente |                                  |                                  |                                  |                                  |                                  |                                  |                                  |                                  |                                  |                |                         |                         |                         |                         |               |

#### BWF Challenge / Series Internacional
| Torneos Challenge Internacional | 2009 | 2010      | 2011 | 2012                    | 2013                    | 2014                    | 2015                    | 2016                    | 2017                 | 2018                 | 2019                 | 2020                 | 2021                 | Títulos |
| --- | ---- | --------- | ---- | ----------------------- | ----------------------- | ----------------------- | ----------------------- | ----------------------- | -------------------- | -------------------- | -------------------- | -------------------- | -------------------- | ------- |
| Internacional de España | 2R   | CF        | G    | SF                      | F                       | F                       | A                       | A                       | A                    | A                    | A                    | ND                   | A                    | 1       |
| Internacional de Irlanda | G    | SF        | F    | A                       | 2R                      | A                       | A                       | A                       | A                    | A                    | A                    | ND                   | A                    | 1       |
| Internacional de Noruega | A    | 1R        | A    | A                       | Series Internacional    | Series Internacional    | Series Internacional    | Series Internacional    | Series Internacional | Series Internacional | Series Internacional | Series Internacional | Series Internacional | 0       |
| Internacional de Italia | A    | F         | CF   | ND                      | G                       | A                       | A                       | A                       | A                    | A                    | G                    | ND                   | Series Internacional | 2       |
| Internacional de Suecia | A    | A         | SF   | A                       | G                       | A                       | A                       | A                       | Series Internacional | Series Internacional | Series Internacional | Series Internacional | Series Internacional | 1       |
| Internacional de Austria | A    | A         | 2R   | A                       | A                       | A                       | A                       | A                       | A                    | A                    | A                    | A                    | ND                   | 0       |
| Internacional de Polonia | A    | A         | 1R   | A                       | A                       | A                       | A                       | A                       | A                    | ND                   | A                    | ND                   | A                    | 0       |
| Internacional de Marruecos | ND   | A         | G    | ND                      | Series Internacional    | Series Internacional    | Series Internacional    | Series Internacional    | Series Internacional | Series Internacional | Series Internacional | Series Internacional | Series Internacional | 1       |
| Internacional de Maldivas | A    | A         | 2R   | A                       | A                       | No Disputado            | No Disputado            | No Disputado            | No Disputado         | No Disputado         | A                    | ND                   | ND                   | 0       |
| Internacional de Bulgaria | A    | A         | SF   | A                       | A                       | A                       | A                       | Series Internacional    | Series Internacional | Series Internacional | Series Internacional | Series Internacional | Series Internacional | 0       |
| Internacional de Escocia | A    | A         | A    | 2R                      | Grand Prix              | Grand Prix              | Grand Prix              | Grand Prix              | Grand Prix           | Grand Prix           | A                    | A                    | A                    | 0       |
| Internacional de Finlandia | A    | Ser. Int. | ND   | A                       | G                       | A                       | A                       | A                       | A                    | A                    | A                    | ND                   | Series Internacional | 1       |
| Torneos Series Internacional | 2009 | 2010      | 2011 | 2012                    | 2013                    | 2014                    | 2015                    | 2016                    | 2017                 | 2018                 | 2019                 | 2020                 | 2021                 | Títulos |
| Internacional de Chipre | F    | G         | A    | ND                      | A                       | No Disputado            | No Disputado            | No Disputado            | No Disputado         | No Disputado         | Series Future        | Series Future        | Series Future        | 1       |
| Internacional de Uganda | A    | G         | A    | A                       | A                       | A                       | A                       | A                       | A                    | A                    | A                    | A                    | A                    | 1       |
| Internacional de Gales | A    | 2R        | A    | Challenge Internacional | Challenge Internacional | Challenge Internacional | Challenge Internacional | Challenge Internacional | Ser. Fut.            | A                    | A                    | ND                   | C. Inte.             | 0       |
| Leyenda: G: Torneo ganado; F: Finalista; SF: Semifinalista; CF: Cuartos de final; 2R: Segunda ronda; 1R: Primera ronda; ND: No disputado; A: Ausente |      |           |      |                         |                         |                         |                         |                         |                      |                      |                      |                      |                      |         |

### Competiciones equipo nacional
| | 2009 | 2010 | 2011 | 2012 | 2013 | 2014 | 2015 | 2016 | 2017 | 2018 | 2019 | 2020 | 2021 | 2022 | 2023 | 2024 | Títulos |
| --- | ---- | ---- | ---- | ---- | ---- | ---- | ---- | ---- | ---- | ---- | ---- | ---- | ---- | ---- | ---- | ---- | ------- |
| Campeonato Europeo de Bádminton por equipos femenino                                                                                    | ND   | RR   | ND   | RR   | ND   | CF   | ND   | B    | ND   | B    | ND   | RR   | ND   | ND   | ND   | P    | 0       |
| Campeonato Europeo de Bádminton por equipos mixto                                                                                       | RR   | ND   | RR   | ND   | RR   | ND   | A    | ND   | RR   | ND   | RR   | ND   | NC   | ND   | NC   | ND   | 0       |
| Campeonato del mundo de Bádminton por equipos femenino (Copa Uber)                                                                      | ND   | NC   | ND   | NC   | ND   | NC   | ND   | RR   | ND   | A    | ND   | RR   | ND   | RR   | ND   |      | 0       |
| Campeonato del mundo de Bádminton por equipos mixto (Copa Sudirman)                                                                     | A    | ND   | A    | ND   | A    | ND   | 17º  | ND   | A    | ND   | A    | ND   | A    | ND   | A    | ND   | 0       |
| Leyenda: B: Medalla de Bronce; CF: Cuartos de final; 17º: Puesto 17º; RR: Round Robin; NC: No Clasificada; ND: No disputado; A: Ausente |      |      |      |      |      |      |      |      |      |      |      |      |      |      |      |      |         |

## Récords contra otras jugadoras

### Récord contra jugadoras Top 10 del ranking de BWF
| Jugadora                 | Partidos | Récord | % Vict. |
| Número 1                 |          |        |         |
| Wang Yihan               | 7        | 3-4    | 42,9%   |
| Wang Xin                 | 2        | 0-2    | 0%      |
| Wang Shixian             | 9        | 4-5    | 44,4%   |
| Tine Baun                | 3        | 1-2    | 33,3%   |
| Li Xuerui                | 6        | 3-3    | 50,0%   |
| Saina Nehwal             | 13       | 7-6    | 53,8%   |
| Ratchanok Intanon        | 11       | 4-7    | 36,4%   |
| Tai Tzu-ying             | 18       | 8-10   | 44,4%   |
| Akane Yamaguchi          | 12       | 7-5    | 58,3%   |
| Nozomi Okuhara           | 16       | 8-8    | 50,0%   |
| Chen Yufei               | 5        | 3-2    | 60,0%   |
| Número 2                 |          |        |         |
| Juliane Schenk           | 2        | 2-0    | 100%    |
| Sung Ji-Hyun             | 9        | 8-1    | 88,9%   |
| Pusarla Venkata Sindhu   | 14       | 9-5    | 64,3%   |
| Número 3                 |          |        |         |
| Pi Hongyan               | 1        | 0-1    | 0%      |
| Número 4                 |          |        |         |
| Sun Yu                   | 5        | 3-2    | 60,0%   |
| Número 5                 |          |        |         |
| Bae Youn-Joo             | 1        | 1-0    | 100%    |
| Número 6                 |          |        |         |
| Número 7                 |          |        |         |
| Eriko Hirose             | 2        | 1-1    | 50,0%   |
| Cheng Shao-Chieh         | 2        | 1-1    | 50,0%   |
| He Bingjiao              | 7        | 6-1    | 85,7%   |
| Número 8                 |          |        |         |
| Petia Nedelcheva         | 1        | 1-0    | 100%    |
| Yao Jie                  | 2        | 1-1    | 50,0%   |
| Yip Pui Yin              | 5        | 5-0    | 100%    |
| An Se Young              | 6        | 4-2    | 66,7%   |
| Michelle Li              | 6        | 4-2    | 66,7%   |
| Número 9                 |          |        |         |
| Ela Diehl                | 1        | 1-0    | 100%    |
| Minatsu Mitani           | 7        | 7-0    | 100%    |
| Porntip Buranaprasertsuk | 3        | 2-1    | 66,7%   |
| Número 10                |          |        |         |
| Nitchaon Jindapol        | 6        | 5-1    | 83,3%   |
| Sayaka Takahashi         | 7        | 6-1    | 85,7%   |
| Beiwen Zhang             | 7        | 5-2    | 71,4%   |
| Pornpawee Chochuwong     | 9        | 8-1    | 88,9%   |

### Jugadoras con las cuales tiene un mejor balance de victorias-derrotas
| Jugadoras               | Partidos | Récord | Balance |
| Line Kjærsfeldt         | 11       | 11-0   | +11     |
| Kirsty Gilmour          | 14       | 11-3   | +8      |
| Neslihan Yiğit          | 8        | 8-0    | +8      |
| Minatsu Mitani          | 7        | 7-0    | +7      |
| Busanan Ongbamrungphan  | 7        | 7-0    | +7      |
| Sung Ji-Hyun            | 9        | 8-1    | +7      |
| Pornpawee Chochuwong    | 9        | 8-1    | +7      |
| Pusarla Sindhu          | 16       | 11-5   | +6      |
| Yip Pui Yin             | 5        | 5-0    | +5      |
| Karin Schnaase-Beermann | 7        | 6-1    | +5      |
| Sayaka Takahashi        | 7        | 6-1    | +5      |
| He Bingjiao             | 7        | 6-1    | +5      |

### Jugadoras con las cuales tiene un peor balance de victorias-derrotas
| Jugador            | Partidos | Récord | Balance |
| Ratchanok Intanon  | 11       | 4-7    | -3      |
| Tai Tzu-ying       | 18       | 8-10   | -2      |
| Marie Røpke        | 2        | 0-2    | -2      |
| Selena Piek        | 2        | 0-2    | -2      |
| Line Damkjær Kruse | 2        | 0-2    | -2      |
| Wang Xin           | 2        | 0-2    | -2      |
| Susan Egelstaff    | 2        | 0-2    | -2      |
| Wang Shixian       | 9        | 4-5    | -1      |
| Wang Yihan         | 7        | 3-4    | -1      |
| Sun Yu             | 5        | 2-3    | -1      |

* En negrita jugadoras en activo.